# Barnes, London

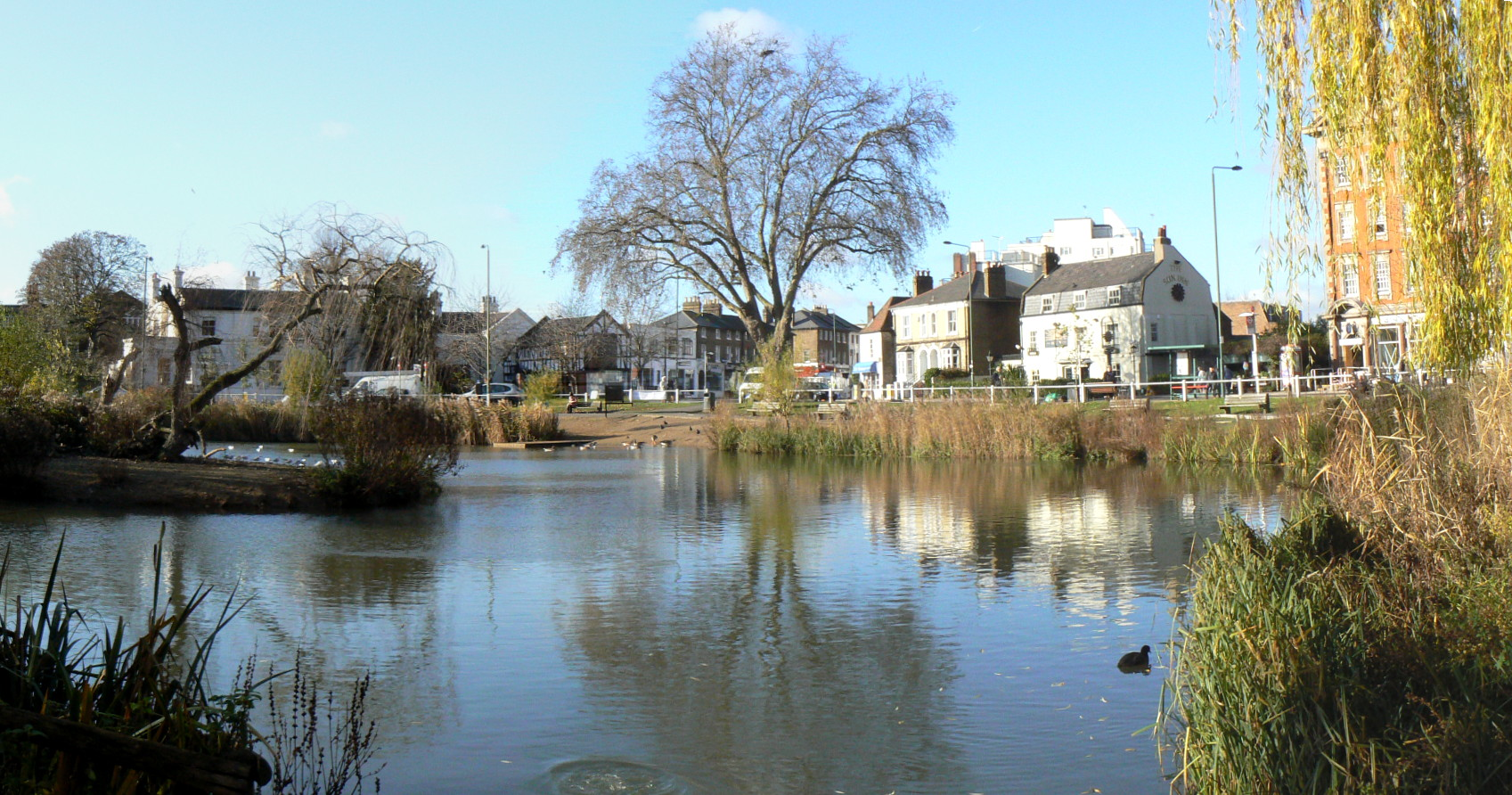
En damm i Barnes.

Barnes (lyssna (fil)) är en stadsdel (district) i Borough of Richmond upon Thames i London, belägen vid floden Themsen cirka 9,3 kilometer sydväst om Charing Cross.
I Barnes ligger Svenska skolan i London (grundskola), som varit belägen där sedan 1976.
Ett antal kända personer bor eller har bott i Barnes, bland andra Judith Kerr, Gustav Holst och Ninette de Valois.
Den brittiske sångaren Marc Bolan omkom i en trafikolycka i Barnes den 16 september 1977, när hans flickväns bil, en Mini, kolliderade med en träd på vägen Queen's Ride.